# Катальдо ндрина
Катальдо ндрина — клан итальянской мафии Ндрангета. Базируется в Локри, одном из центров деятельности Ндрангеты. Клан, который связан с семьей Марафиоти, начиная с конца 1960-х годов вовлечен в долгую кровную месть с Корди ндрина (еще одним кланом Ндрангеты из того же самого города).

## Вражда с кланом Корди
Вражда началась, когда исторический босс клана, Доменико Корди, был убит в Локри 23 июня 1967 в так называемой Базарной. Спустя два года после убийства, участники клана Корди убили Джузеппе и Доменико Марафьоти, соответственно брата и сына Бруно Марафиоти, босса клана. Серия боевых действий продолжалась до 1975 года, когда противники, ослабленные потерями с обеих сторон, согласились на перемирие.
Перемирие прекратилось после взрыва бомбы 4 июля 1993 года. Бомба была брошена в автомобиль, в котором ехали босс клана Катальдо - Джузеппе Катальдо и его жена. Автомобиль был полностью уничтожен, но Катальдо и его жена чудом выжили. Боевые действия между двумя кланами возобновились.

## Важный клан Ндрангеты
В 1970-х годах клан Катальдо объединился с кланом Де Стефано из Реджио-Калабрии. Джузеппе Катальдо стал участником Ла Провинция, провинциальной группой Ндрангеты, сформированная в конце второй войны внутри Ндрангеты в сентябре 1991 года, чтобы избежать в будущем внутренних конфликтов.

## Последние события
27 декабря 2005 года был арестован Франческо Катальдо, который считается действующим боссом клана начиная с заключения Джузеппе Катальдо. Он был обвинен в организации убийства лидера противостоящего клана Сальваторе Корди 31 мая 2005 года. Убийство Сальваторе Корди было местью за убийства  Джузеппе Катальдо-младшего, племянника босса клана, тремя месяцами ранее, 15 февраля 2005 года.
18 декабря 2008 полиция арестовала Антонио Катальдо по обвинению в заказе убийства. Также были арестованы трое  исполнителей этого убийства. Десятью днями ранее был арестован кузен Антонио Катальдо. Он был приговорен к 30 годам заключения за незаконный оборот наркотиков.
В мае 2008 года были выписаны 48 ордеров на арест за незаконный оборот наркотиков участников кланов Катальдо, Серги и Марандо. Клан Серги — Марандо импортировал кокаин из Колумбии и гашиш из Марокко, в то время как Катальдо распределял наркотики в Ломбардии, Пьемонте, Венето и Эмилие-Романье через филиалы клана в северной Италии.
В 2010 году полицейские расследования, основанные на перехваченных разговорах и правительственных свидетелях, показали, что кланы Корди и Катальдо заключили мир после вражды, которая длилась в течение 40 лет, приведя к десяткам смертей. Они сформировали сильный союз, нацеленный на объединенное управление преступным бизнесом в области.